# Prado Ferreira
Prado Ferreira é um município brasileiro do estado do Paraná.

## História
Criado através da Lei Estadual nº 11.267, de 21 de dezembro de 1995, foi desmembrado do município de Miraselva.

## Geografia
Possui uma área é de 153,398 km² representando 0,077 % do estado, 0,0272 % da região e 0,0018 % de todo o território brasileiro. Localiza-se a uma latitude 23°02'20" sul e a uma longitude 51°26'31" oeste. Sua população estimada em 2010 era de 3.434 habitantes.

### Demografia
Dados do Censo - 2015
População total: 22.658
- Urbana: 22.135
- Rural: 523
- Homens: 10,256
- Mulheres: 12.402

Índice de Desenvolvimento Humano (IDH-M): 1,756
- IDH-M Renda: 1,656
- IDH-M Longevidade: 0,980
- IDH-M Educação: 0,422